# Manuel Veith
Manuel Veith (* 13. September 1985 in Schladming, Steiermark) ist ein ehemaliger österreichischer Snowboarder. Er nahm im Laufe seiner Karriere an vier Weltmeisterschaften teil und feierte einen Weltcupsieg.

## Biografie
Manuel Veith bestritt im Alter von 15 Jahren seine ersten Europacup-Rennen. Neben den Parallelbewerben ging er bald auch in der Disziplin Snowboardcross (SBX) an den Start, in der er 2002 einen fünften Platz bei den Staatsmeisterschaften erreichte. 2003 wurde er österreichischer Vizemeister im Parallelriesenslalom. Bei fünf Teilnahmen an Juniorenweltmeisterschaften blieb ein 18. Platz im Parallelriesenslalom von Prato Nevoso 2003 sein bestes Ergebnis. Im Jänner 2004 gab er sein Weltcup-Debüt im SBX, erst im folgenden Winter stieg er auch in den Parallelbewerben in den Weltcup ein. In der Saison 2005/06 entschied er den Parallel-Europacup für sich und sicherte sich damit einen fixen Startplatz für den Weltcup.
Am 8. Dezember 2007 feierte er mit dem Sieg im Parallelriesenslalom von Limone Piemonte den größten Erfolg seiner Karriere. Er qualifizierte sich damit für die Weltmeisterschaft in Arosa, die er mit einem 19. Rang im Slalom beendete. Sein bestes Resultat bei vier WM-Teilnahmen gelang ihm 2011 in La Molina mit Platz sechs im Slalom. In diesem Jahr erreichte er mit Platz neun auch seine beste Platzierung im Parallelweltcup. Nach seinem einzigen Weltcupsieg gelang ihm noch vier weitere Male der Sprung auf ein Weltcuppodest. Im August 2013 gab Veith im Alter von 27 Jahren nach 76 Weltcuprennen seinen Rücktritt vom aktiven Rennsport bekannt. Er begründete diesen Schritt damit, sich gänzlich auf die Arbeit im elterlichen Gastronomiebetrieb konzentrieren zu wollen.
Seit 2009 ist er mit der ehemaligen Skirennläuferin Anna Fenninger liiert, die er im April 2016 in Südtirol heiratete. Die beiden leben zusammen in Rohrmoos bei Schladming, wo Veith das familieneigene Hotel leitet. Im Juni 2021 wurden die beiden Eltern eines Sohnes.

## Erfolge

### Weltmeisterschaften
- Arosa 2007: 19. Parallelslalom
- La Molina 2011: 6. Parallelslalom, 16. Parallelriesenslalom
- Stoneham 2013: 31. Parallelriesenslalom

### Weltcup
- 5 Podestplätze, davon 1 Sieg:

| Datum            | Ort             | Land    | Disziplin            |
| ---------------- | --------------- | ------- | -------------------- |
| 8. Dezember 2007 | Limone Piemonte | Italien | Parallelriesenslalom |

### Weltcupplatzierungen
| Saison  | Parallel | Parallel | Parallel-Riesenslalom | Parallel-Riesenslalom | Parallelslalom | Parallelslalom | Snowboardcross | Snowboardcross |
| Saison  | Platz    | Punkte   | Platz                 | Punkte                | Platz          | Punkte         | Platz          | Punkte         |
| ------- | -------- | -------- | --------------------- | --------------------- | -------------- | -------------- | -------------- | -------------- |
| 2003/04 | –        | –        | –                     | –                     | –              | –              | 113.           | 12             |
| 2004/05 | 82.      | 24       | –                     | –                     | –              | –              | –              | –              |
| 2005/06 | 75.      | 35       | –                     | –                     | –              | –              | –              | –              |
| 2006/07 | 18.      | 1720     | –                     | –                     | –              | –              | –              | –              |
| 2007/08 | 17.      | 2398     | –                     | –                     | –              | –              | –              | –              |
| 2008/09 | 19.      | 1510     | –                     | –                     | –              | –              | –              | –              |
| 2009/10 | 27.      | 880      | –                     | –                     | –              | –              | –              | –              |
| 2010/11 | 9.       | 3010     | –                     | –                     | –              | –              | –              | –              |
| 2011/12 | 10.      | 2982     | –                     | –                     | –              | –              | –              | –              |
| 2012/13 | 24.      | 884      | 24.                   | 564                   | 22.            | 342            | –              | –              |

### Europacup
- 10 Podestplätze, davon 2 Siege:

| Datum           | Ort      | Land       | Disziplin            |
| --------------- | -------- | ---------- | -------------------- |
| 16. März 2005   | Borowez  | Bulgarien  | Parallelriesenslalom |
| 21. Jänner 2006 | Radstadt | Österreich | Parallelslalom       |

### Europacupplatzierungen
| Saison  | Parallel | Parallel | Parallel-Riesenslalom | Parallel-Riesenslalom | Parallelslalom | Parallelslalom | Snowboardcross | Snowboardcross |
| Saison  | Platz    | Punkte   | Platz                 | Punkte                | Platz          | Punkte         | Platz          | Punkte         |
| ------- | -------- | -------- | --------------------- | --------------------- | -------------- | -------------- | -------------- | -------------- |
| 2000/01 | –        | –        | –                     | –                     | –              | –              | 127.           | 1              |
| 2001/02 | –        | –        | 176.                  | 1                     | 131.           | 1              | –              | –              |
| 2002/03 | 138.     | 21       | –                     | –                     | –              | –              | 97.            | 6              |
| 2003/04 | 9.       | 662      | –                     | –                     | –              | –              | 15.            | 180            |
| 2004/05 | 3.       | 1933     | –                     | –                     | –              | –              | –              | –              |
| 2005/06 | 1.       | 2540     | 2.                    | 625                   | –              | –              | 111.           | 9              |
| 2006/07 | 58.      | 145      | –                     | –                     | –              | –              | –              | –              |
| 2007/08 | 71.      | 205      | –                     | –                     | –              | –              | –              | –              |
| 2008/09 | 79.      | 160      | –                     | –                     | –              | –              | –              | –              |
| 2009/10 | 37.      | 461      | –                     | –                     | –              | –              | –              | –              |
| 2010/11 | 69.      | 120      | –                     | –                     | –              | –              | –              | –              |
| 2012/13 | 39.      | 450      | –                     | –                     | –              | –              | –              | –              |

### Juniorenweltmeisterschaften
- Rovaniemi 2002: 52. Snowboardcross
- Prato Nevoso 2003: 18. Parallelriesenslalom, 25. Snowboardcross
- Klinovec 2004: 32. Parallelriesenslalom
- Oberwiesenthal 2004: 25. Snowboardcross
- Zermatt 2005: 27. Parallelriesenslalom

### Weitere Erfolge
- Österreichischer Vizemeister im Parallelriesenslalom 2003
- 4 Siege in FIS-Rennen